# Grusmossor
Grusmossor (Ditrichum) är ett släkte av bladmossor. Grusmossor ingår i familjen Ditrichaceae.

## Bildgalleri

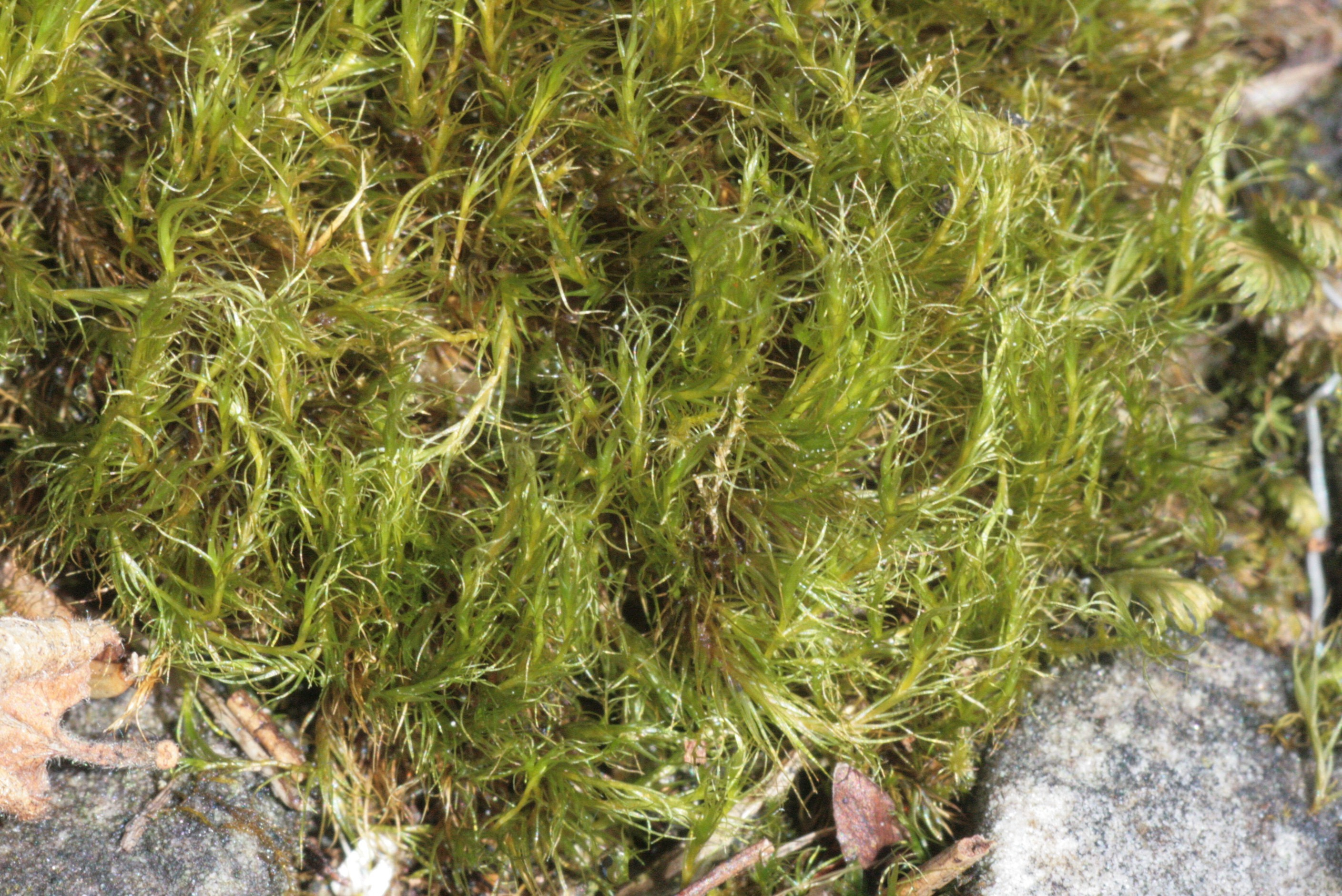
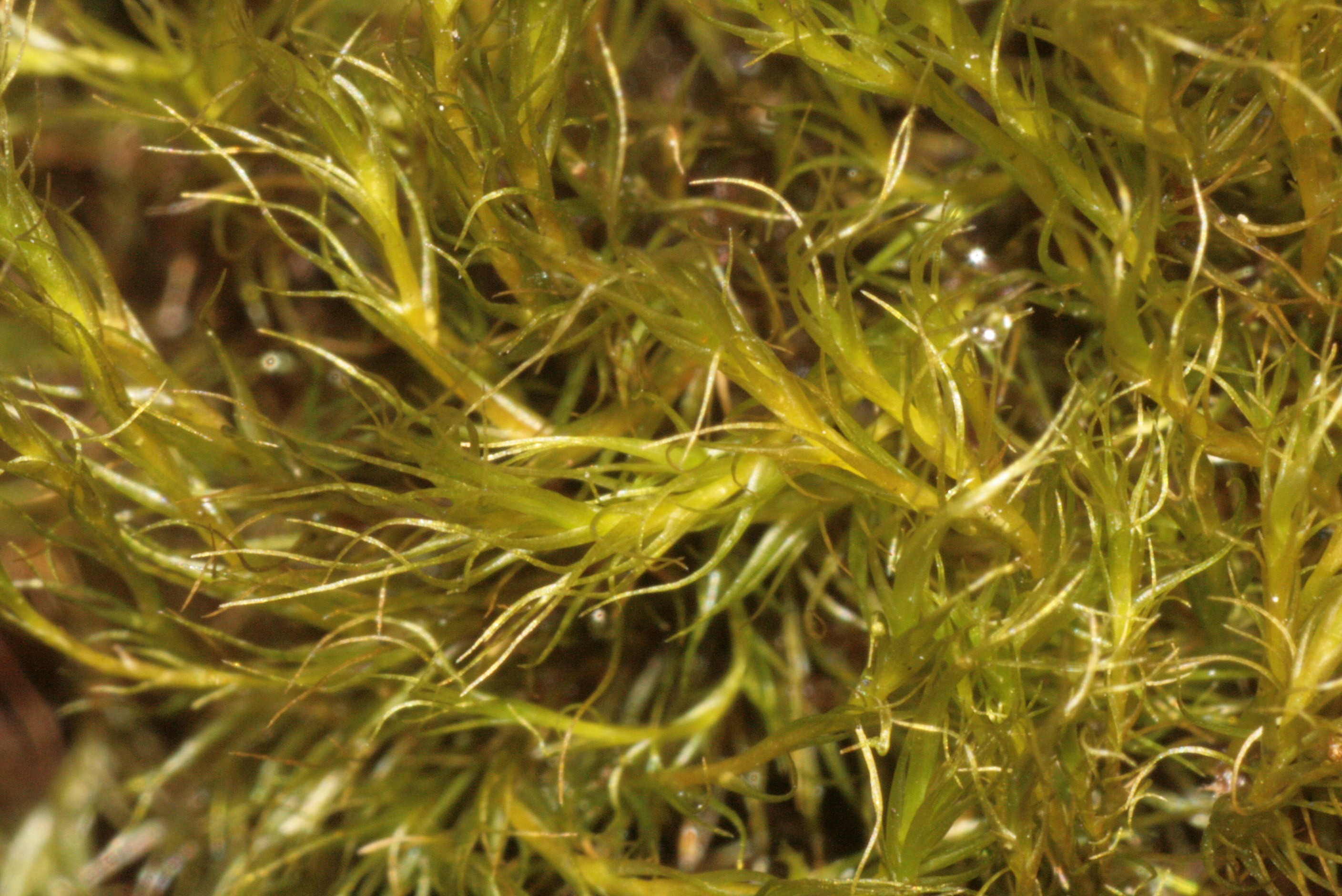
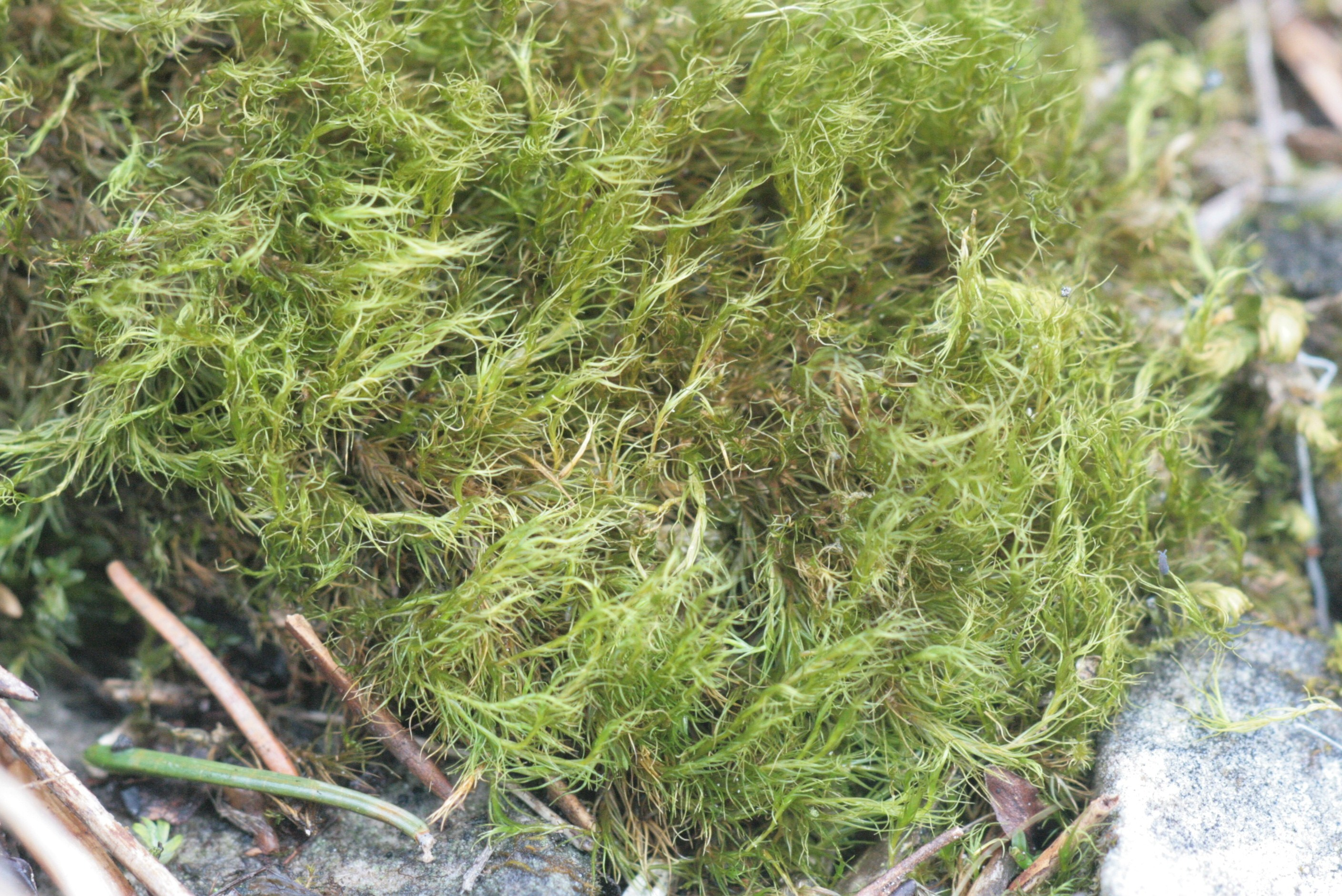
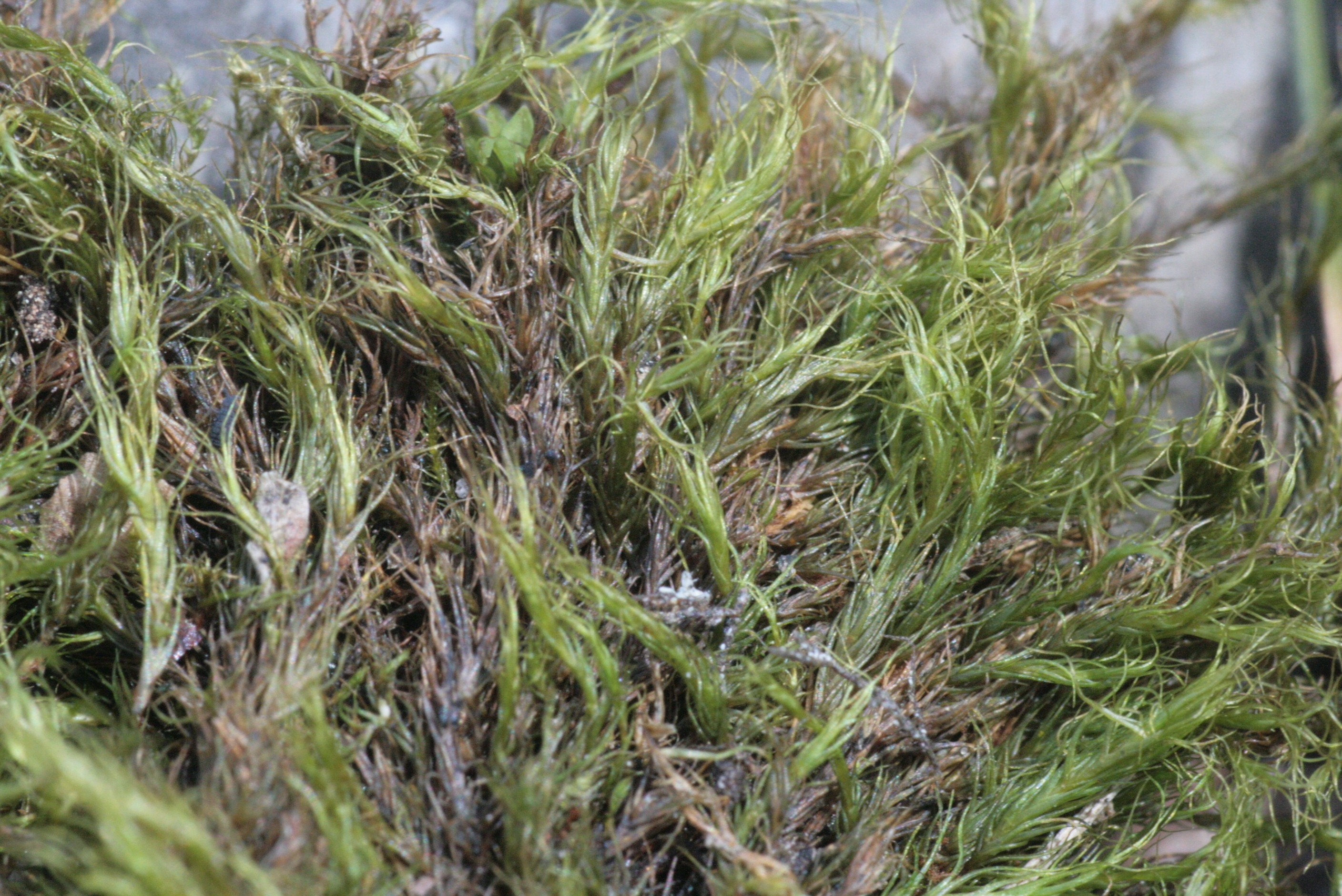
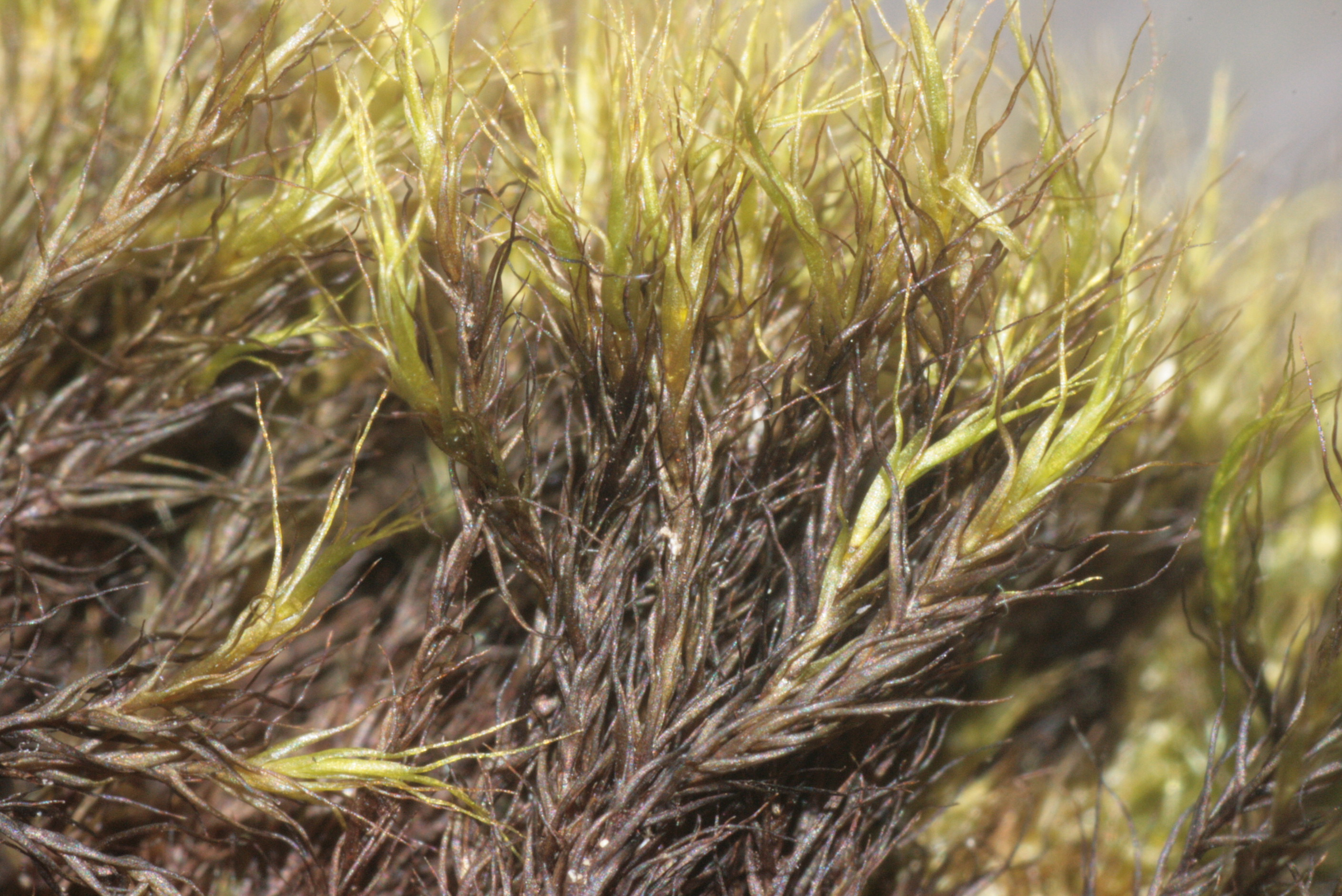
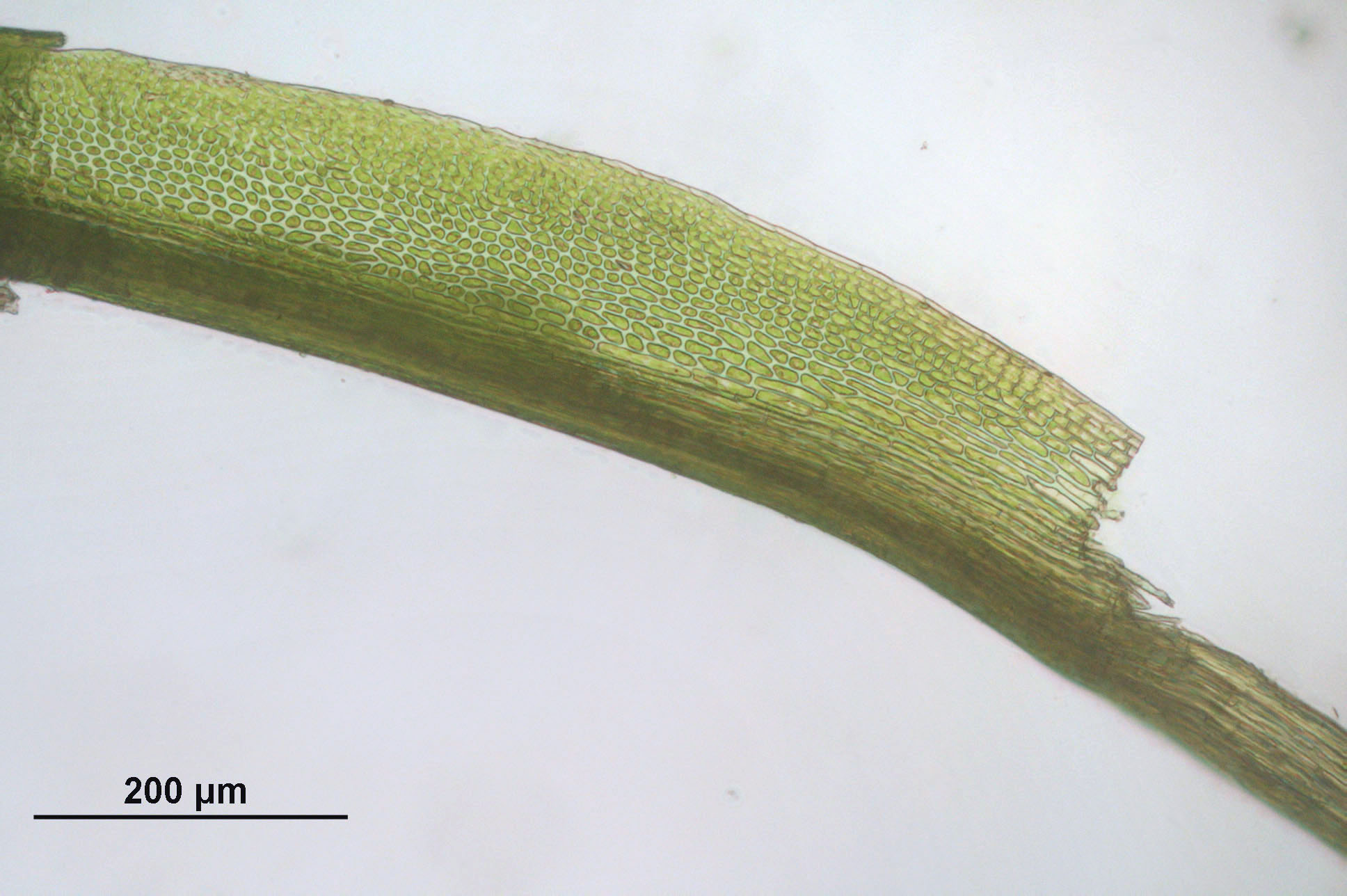

## Dottertaxa till Grusmossor, i alfabetisk ordning[1][2]
- Ditrichum ambiguum
- Ditrichum apophysatum
- Ditrichum atlanticum
- Ditrichum aureum
- Ditrichum bogotense
- Ditrichum brachycarpum
- Ditrichum brachypodum
- Ditrichum brevidens
- Ditrichum brevirostre
- Ditrichum brevisetum
- Ditrichum brotherusii
- Ditrichum buchananii
- Ditrichum capillare
- Ditrichum colijnii
- Ditrichum conicum
- Ditrichum cornubicum
- Ditrichum crinale
- Ditrichum crispatissimum
- Ditrichum cylindricarpum
- Ditrichum cylindricum
- Ditrichum darjeelingense
- Ditrichum difficile
- Ditrichum divaricatum
- Ditrichum elatum
- Ditrichum ferrugineum
- Ditrichum flexicaule
- Ditrichum francii
- Ditrichum gemmiferum
- Ditrichum gracile
- Ditrichum hallei
- Ditrichum heteromallum
- Ditrichum hookeri
- Ditrichum hyalinocuspidatum
- Ditrichum hyalinum
- Ditrichum immersum
- Ditrichum itatiaiae
- Ditrichum javense
- Ditrichum laxissimum
- Ditrichum levieri
- Ditrichum lewis-smithii
- Ditrichum liliputanum
- Ditrichum lineare
- Ditrichum longisetum
- Ditrichum luteum
- Ditrichum macrorhynchum
- Ditrichum madagassum
- Ditrichum montanum
- Ditrichum pallidum
- Ditrichum pancheri
- Ditrichum paulense
- Ditrichum perporodictyon
- Ditrichum plagiacron
- Ditrichum plumbicola
- Ditrichum punctulatum
- Ditrichum pusillum
- Ditrichum rhynchostegium
- Ditrichum roivanenii
- Ditrichum rufo-aureum
- Ditrichum schimperi
- Ditrichum sekii
- Ditrichum sericeum
- Ditrichum spinulosum
- Ditrichum strictum
- Ditrichum subaustrale
- Ditrichum subcapillaceum
- Ditrichum submersum
- Ditrichum subrufescens
- Ditrichum subulatum
- Ditrichum tenuinerve
- Ditrichum tortipes
- Ditrichum tortuloides
- Ditrichum ulei
- Ditrichum validinervium
- Ditrichum zonatum